# Paul Krugman
Paul Robin Krugman (ur. 28 lutego 1953 w Nowym Jorku) – amerykański ekonomista, twórca tak zwanej nowej geografii ekonomicznej (teorii wyjaśniającej między innymi zjawiska związane z procesem globalizacji), a także tak zwanej nowej teorii handlu międzynarodowego. Za jej opracowanie otrzymał w 2008 r. Nagrodę Banku Szwecji im. Alfreda Nobla w dziedzinie ekonomii za opracowanie nowatorskich modeli teorii nowego handlu, które odbiegają od poprzednich m.in. tym, że uwzględniają różnice geograficzne.

## Życiorys
Pochodzi z amerykańskiej klasy średniej, jego ojciec był menedżerem w branży ubezpieczeń, dziadek żydowskim imigrantem z Białorusi. W 1977 uzyskał doktorat w Massachusetts Institute of Technology i objął profesurę na Uniwersytecie Yale. W 1982 pracował ponadto jako doradca gospodarczy w administracji prezydenta Ronalda Reagana. Podczas kampanii prezydenckiej w 1992 był doradcą Billa Clintona. W 2000 podjął pracę profesora na Uniwersytecie w Princeton.
Oprócz kontynuacji swoich badań naukowych zajął się też pisaniem książek i felietonów w prasie branżowej i codziennej. Na łamach dziennika „New York Times”, publikuje regularnie felietony na bieżące tematy ekonomiczne, w których ostro krytykował politykę gospodarczą rządu prezydenta Busha. Jest też autorem poczytnego bloga.
Krugman zajmował się takimi zjawiskami jak wolny handel, globalizacja, rozwój miast czy robotyka. W swoich pracach na przełomie lat 70. i 80. wykazał, że produkty mogą być tańsze, jeśli produkowane są w dużych ilościach przez wyspecjalizowane firmy (teoria korzyści skali). Krugman jest autorem teorii tłumaczącej przyczyny światowej urbanizacji.
W 2007 wydał książkę The Conscience of a Liberal (Sumienie Liberała), w której zebrał przegląd rezultatów skutków decyzji makroekonomicznych rządów Stanów Zjednoczonych na przestrzeni ostatnich 80 lat, które jego zdaniem doprowadziły do współczesnej skrajnej nierówności ekonomicznej społeczeństwa amerykańskiego. Nierówność ta zdaniem Krugmana musi spowodować poważny światowy kryzys gospodarczy, który będzie wymagał współczesnej formy interwencjonizmu państwowego podobnego nieco do New Deal, tylko rozciągniętego na całą kulę ziemską.
Wraz z Maurice’em Obstfeldem napisał popularny podręcznik International Economics, w Polsce wydany pod tytułami Ekonomia międzynarodowa i Międzynarodowe stosunki gospodarcze, ze swoją drugą żoną Robin Wells (również profesorem Uniwersytetu w Princeton) podręcznik Economics (2005).

## Odznaczenia
- Order Zasługi Republiki Macedonii Północnej (Macedonia Północna, 2022)[3]